# Conodon macrops
Conodon macrops är en fiskart som beskrevs av Hildebrand, 1946. Conodon macrops ingår i släktet Conodon och familjen Haemulidae. IUCN kategoriserar arten globalt som livskraftig. Inga underarter finns listade i Catalogue of Life.